# اشتباكات غزة وإسرائيل (أغسطس 2022)
الحرب على غزة 2022 وتُعرف في بعض المصادر باسمِ الاشتباكات بين إسرائيل وغزة (أغسطس 2022) أو عمليّة الفجر الصادق (بالعبرية: מבצע עלות השחר) كما سمَّتها إسرائيل أو عمليّة وحدة الساحات كما أطلقت عليها سرايا القدس، هي حربٌ شنّها الجيش الإسرائيلي عشيّة 5 أغسطس 2022 حينما استهدفَ – بحسبِ بيانات قادته – مواقع لحركة الجهاد الإسلامي في قطاع غزة ولا سيما ذراعها العسكري سرايا القدس. تسبَّبَ الهجوم في مقتل 48 فلسطينيًا بينهم 16 طفلًا و4 سيدات، وإصابة 360 آخرين بحسبِ بيان وزارة الصحّة في غزّة، كما نجمَ عن العمليّة الإسرائيليّة مقتل القياديانِ في سرايا القدس: تيسير الجعبري قائد المنطقة الشماليّة، و‌خالد منصور قائد المنطقة الجنوبيّة.

## التسميّة
اطلق الجيش الإسرائيلي على العمليّة التي بدأها في قطاع غزّة باسمِ «عمليّة الفجر الصادق» وذكرَ في بيانٍ له أنّ الاسم كان لتأكيد التركيز على حركة الجهاد التي تتخذ اللون الأسود شعارًا. نجحَ الاحتلال خلال هذه العمليّة في اغتيال القائد في سرايا القدس تيسير الجعبري، وقدَّر الناطق باسمِ الجيش أنّه جرى في اليومِ الأول من العمليّة اغتيال ما مجموعهُ 15 ناشطًا من الجهاد الإسلامي، بينما تحدثت وزارة الصحّة الفلسطينيّة عن مقتلِ 10 بينهم مدنيين منهم طفلة لم تتجاوز الخمس سنوات وسيّدة في الثالثة والعشرين من عمرها. أعلنت سرايا القدس في المُقابل إطلاقها «عمليّة وحدة الساحات»، وقد جاء البيان المقتضب في اليوم الثاني لبدء الهجوم الإسرائيلي وفيهِ ذكرت أنَّ عمليّة وحدة الساحات قد بدأت فعليًا مساء أمس مؤكّدةً من جهتها على استمرار القتال ردًا على العدوان الصهيوني كما وصفته.

## خلفيّة
بدأت التوترات عقبَ اعتقال قوات الاحتلال لأحد قادة حركة الجهاد الإسلامي في الضفة الغربية وهو بسام السعدي قبل أيامٍ قليلة من الهجوم، حيثُ أرسلت تل أبيب تعزيزات جنوبًا وذلك بعد تهديداتٍ بشنّ هجومٍ من غزة. جديرٌ بالذكرِ هنا أنَّ مسؤول مكتب الإعلام للجهاد الإسلامي ذكر أنّه كانت هناك اتصالات حتى قبل ساعة من القصف وكانت ردود الحركة إيجابيّة حول هذه الاتصالات.

## الخطّ الزمني

### 5 آب/أغسطس
ذكرت مصادر إعلامية إسرائيليّة في الثالثة ودقائق من مساء يوم الجمعة الموافق 5 أغسطس 2022 أنَّ الجيش الإسرائيلي يُجري تحضيراتٍ لدعوة قوات الاحتياط بسبب «تصعيد متوقَّع»، ثمّ ظهرَ وزير الدفاع الإسرائيلي وهو يُؤكّد: «أقول لأعدائنا ولقادة حماس والجهاد إن وقتكم محدود وسنتخلص من التهديد بشكلٍ أو بآخر».
نقلَ مراسل الجزيرة في غزة في الساعة الرابعة وعشرون دقيقة (بتوقيت فلسطين) خبرَ سماع ذوّي انفجارات قوية في مدينة غزة، قبل أن يُعلنَ جيش الاحتلال الإسرائيلي بعدها بدقائق أنّه نفَّذَ ويُنفّذ غاراتٍ حاليًا على قطاع غزة، كما أعلنَ وجود حالة خاصّة في الجبهة الداخلية. أكَّد مراسل هيئة البث الإسرائيلية الخبرَ هو الآخر حيثُ أعلنَ أنَّ الجيش الإسرائيلي قصفَ فعلًا أهدافًا داخل قطاع غزة، وأكَّد لاحقًا أنّه استهدفَ مواقع لحركة الجهاد الإسلامي. نقلت وسائل إعلام فلسطينيّة محلية أنَّ الهجوم الإسرائيلي استهدفَ تحديدًا شقة في مبنى برج فلسطين في وسط القطاع.

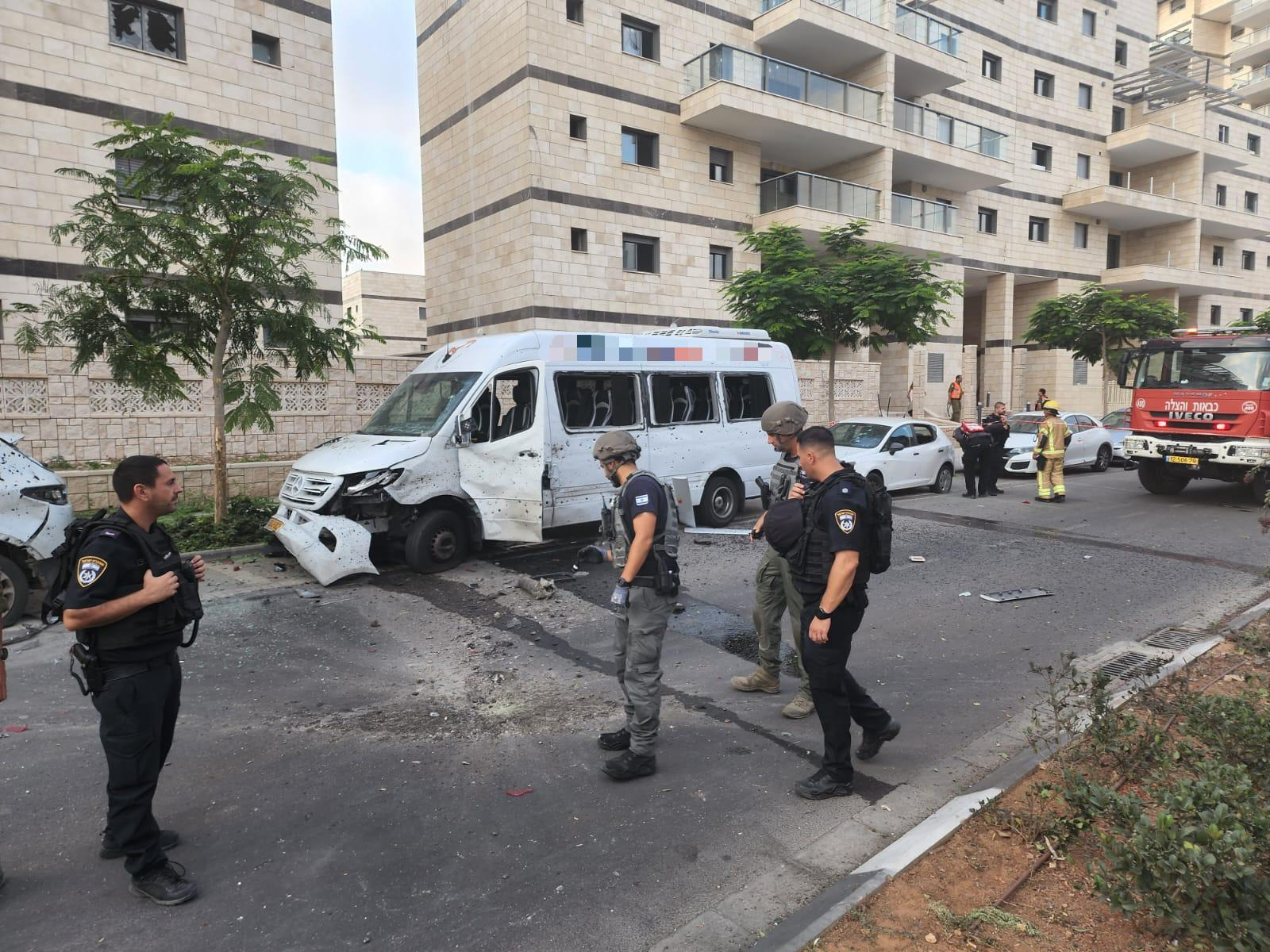
صورةٌ تُظهر بعض الدمارِ الذي أحدثه صاروخٌ أطلقتهُ حركة سرايا القدس من غزّة بحيثُ تجاوزَ نظام القبة الحديديّة وسقطَ في مدينة عسقلان.

أعلنَ جيش الاحتلال الإسرائيلي أنّه أطلقَ حملة عسكرية تستهدفُ الجهاد الإسلامي تحت اسمِ «الفجر الصادق»، وصدرت عقبَ الهجوم مباشرةً تعليماتٌ لسكّان البلدات والمستوطنات الإسرائيلية المتاخمة لقطاع غزة بالبقاء قرب الملاجئ، كما فعَّل جيش الاحتلال منظومة القبة الحديدية تحسبًا لإطلاق صواريخ من غزة.
رفعت وزارة الصحة في غزة حالة التأهب والاستعداد في كافة مستشفيات القطاع وأكّدت مصادر طبية فلسطينية أنه تمّ البدء في نقل المصابين عقبَ الغارات الإسرائيليّة التي استهدفت مناطق متفرقة، فيما نشرت حركة الجهاد الإسلامي بيانًا قالت فيهِ أنّ «العدو بدأ حربًا تستهدفُ شعبنا وعلينا واجب الدفاع عن أنفسنا وعن شعبنا، وأننا لن نسمحَ للعدو أن يمرر سياساته الهادفة للنيل من المقاومة والصمود»، كما أكَّدت حركةُ حماس أنّ «العدو الإسرائيلي ارتكبَ جريمة جديدة وعليه أن يدفع الثمن ويتحمل المسؤولية الكاملة عنها» وأنّ «المقاومة بكل أذرعها العسكرية وفصائلها موحَّدة في هذه المعركة وستقول كلمتها بكل قوة».
أكَّد مصدرٌ في الجهاد الإسلامي اغتيال تيسير الجعبري قائد المنطقة الشمالية في سرايا القدس خلال الغارات، ثمّ ذكرت هيئة البث الإسرائيلية أنَّ الجيش الإسرائيلي اغتالَ في غاراته قياديًا بارزًا في حركة الجهاد الإسلامي، لكنّ وسائل الإعلام المحليّة والعربيّة في المنطقة أكّدت مبدئيًا وصوَّرت مقتل عددٍ من المدنيين أيضًا خلال الهجوم.
ذكرت وزارة الصحة في غزة في الساعة الخامسة وعشرون دقيقة «استشهاد 4 أشخاص بينهم طفلة عمرها 5 سنوات في الغارات الإسرائيلية»، وحدثت الحصيلة لاحقًا بعدما نشرت بيانًا جديدًا ذكرت فيهِ «ارتفاع عدد الشهداء إلى 8 من بينهم طفلة وإصابة 44 آخرين». أعلنَ الأمين العام لحركة الجهاد زياد النخالة أنَّ «القتال بدأ ومن المُبكّر الحديث عن وساطة بعد سقوط شهداء فلسطينيين»، وأضاف: «نتوقع سقوط شهداء وهذه الحرب فُرضت علينا وسنذهب بالرد حتى النهاية».
نقلت صحيفةُ يديعوت أحرونوت العبريّة عن مسؤولٍ عسكري بارز قوله إنّ «الاستعدادات جارية لتوسيع العملية الحالية ونعملُ على استدعاء قوات الاحتياط» كما «نسعى جاهدين لإبقاء حركة حماس خارج الصراع». عقدَ المتحدث باسم الجيش الإسرائيلي بعد سويعاتٍ من الهجوم مؤتمرًا صحفيًا ذكرَ فيه أنّه جرى «اغتيال 15 ناشطا من الجهاد الإسلامي من بينهم تيسير الجعبري»، في الوقتِ الذي أكّدت فيهِ وزيرة الداخلية الإسرائيلية أنّ «الجولة الحالية من الصراع طويلة وصعبة».
نشرَ الجيش الإسرائيلي صورًا للحظة استهداف الشقّة التي كان يُوجد بها تيسير الجعبري في برج فلسطين في غزة، وأكَّد أنَّ استهدافه تمَّ عبر طائرات حربية خلال عملية مشتركة للجيش وجهاز الشاباك. شنَّ الاحتلال غاراتٍ جديدةٍ ضد مواقع تابعة لحركة الجهاد بعد ساعاتٍ من الهجوم الأول، كما استهدفت غارة إسرائيلية أخرى أطراف حيّ الشجاعية. نشرت غرفة العمليات المشتركة لفصائل المقاومة بيانًا أكَّدت فيهِ أنَّ الغرفة في حالة انعقاد وتُقدّر الموقف بالاشتراك مع الأجنحة العسكرية كافة كما أن ردَّ المقاومة قادم وبالطريقة التي تحددها قيادة المقاومة، وحمَّلت العدو المسؤولية كاملة عن هذا العدوان مؤكّدةً مجددًا أنها لن تمرَّ مرور الكرام كما وردَ في بيانها.
شُوهدَ بحلول التاسعة مساءً صواريخٌ وهي تُطلق من قطاع غزة باتجاه إسرائيل، كما شُوهدت القبة الحديدة وهي تعترضُ عددًا منها. دوت صافرات الإنذار في مستوطنات غلاف غزة كما دوت في تل أبيب وعدد من البلدات المحيطة بها. عاودت طائرات حربية إسرائيلية قصفها بشكل مكثفٍ موقعًا في مدينة غزة، حيثُ أطلقت نحو 6 صواريخ على الموقع المستهدَف في الوقت الذي أكّدت فيهِ سرايا القدس أنها أطلقت أكثر من 100 صاروخ باتجاه تل أبيب و‌مدن وسط إسرائيل في إطار ردها الأولي على اغتيال الجعبري كما وردَ في بيانها.
 نشرَ الجيش الإسرائيلي بيانًا ذكر فيهِ أنّه جرى إطلاق 80 صاروخًا من غزة وصل منها 46 إلى الأراضي الإسرائيلية فيما تمَّ اعتراض 33 صاروخًا عبر القبّة الحديديّة.

### 6 آب/أغسطس
هدأت الأوضاعُ قليلًا قبل أن تسهدفَ مقاتلاتٌ إسرائيلية في الثالثة ودقائق صباحًا (بتوقيت فلسطين) موقعًا للفصائل الفلسطينية بمدينة دير البلح وسط قطاع غزة، وردَّت المقاومة عبرَ صواريخ وُجّهت صوبَ مستوطنات سديروت ونير عام وكلية سابير في النقب الغربي. أعلنَ الجيش الإسرائيلي في بيانٍ جديدٍ له أنّ مقاتلاته نفذت 30 غارة على أكثر من 40 هدفًا تابعا للجهاد، وذكر أنّ نحو 130 قذيفة عبرت الحدود أطلقتها الحركة الفلسطينيّة واعترضت القبة الحديدية 60 منها. سُمعت بعد البيان الإسرائيلي مباشرةً صافرات الإنذار وهي تدوي مجددًا في عسقلان وباقي المستوطنات المتاخمة للحدود مع غزة، وذلك بعدَ رشقة صاروخية جديدة أُطلقت من غزة. استهدفت المقاتلات الإسرائيليّة في السادسة والربع صباحًا أرضا زراعية شرق خان يونس جنوبي قطاع غزة وتبيَّن لاحقًا إصابة فلسطينيين اثنين خلال هذه الغارة.
ذكرت الإذاعة الإسرائيلية أنَّ الجيش يُهدد بتوسيع نطاق عملياته في غزة إذا تدخَّلت حماس ودعمت الجهاد الإسلامي، بينما أكَّد الناطق باسم الجيش الإسرائيلي للقناة 12 أنَّ الجيش لديهِ خطة عسكرية معدة مسبقًا ويجري العمل بموجبها حتى تحقيق الأهداف.
قصفت طائرات الاحتلال الإسرائيلي في تمام الساعة الحادية عشر صباحًا منزلًا سكنيًا غرب مدينة غزة، حيثُ أغارت على منطقة الشيخ عجلين التي كان قد استهدفتها ليلة البارحة، ثم شُوهدت رشقات صاروخية جديدة وهي تخرجُ من غزة متجهةً صوبَ مستوطنتي نير عوز ونيريم. أعلنَ بعدها الجيش الإسرائيلي إصابة جنديين إسرائيليين جراء شظايا قذيفة صاروخية أُطلقت من غزة واستهدفت مستوطنات إِشكول، بينما أعلنت السرايا في بيانٍ لها إطلاقها عمليّة «وحدة الساحات» التي بدأت مساء أمس مؤكّدةً استمرار القتال.
قصفت طائرة إسرائيلية مجددًا عمارة سكنية مكوّنة من 3 طوابق غرب مدينة غزة بعد انتصافِ النهار دون وقوع خسائر بشريّة في الوقتِ الذي أعلنت فيهِ وسائل إعلام إسرائيليّة عن وقوعِ إصابات إثر سقوط شظايا صاروخية في مدينة سديروت. ذكرَ المكتب الإعلامي الحكومي بغزة أنَّ «650 وحدة سكنية تعرضت للتدمير الكلي أو الجزئي منذ بدء العدوان على القطاع».

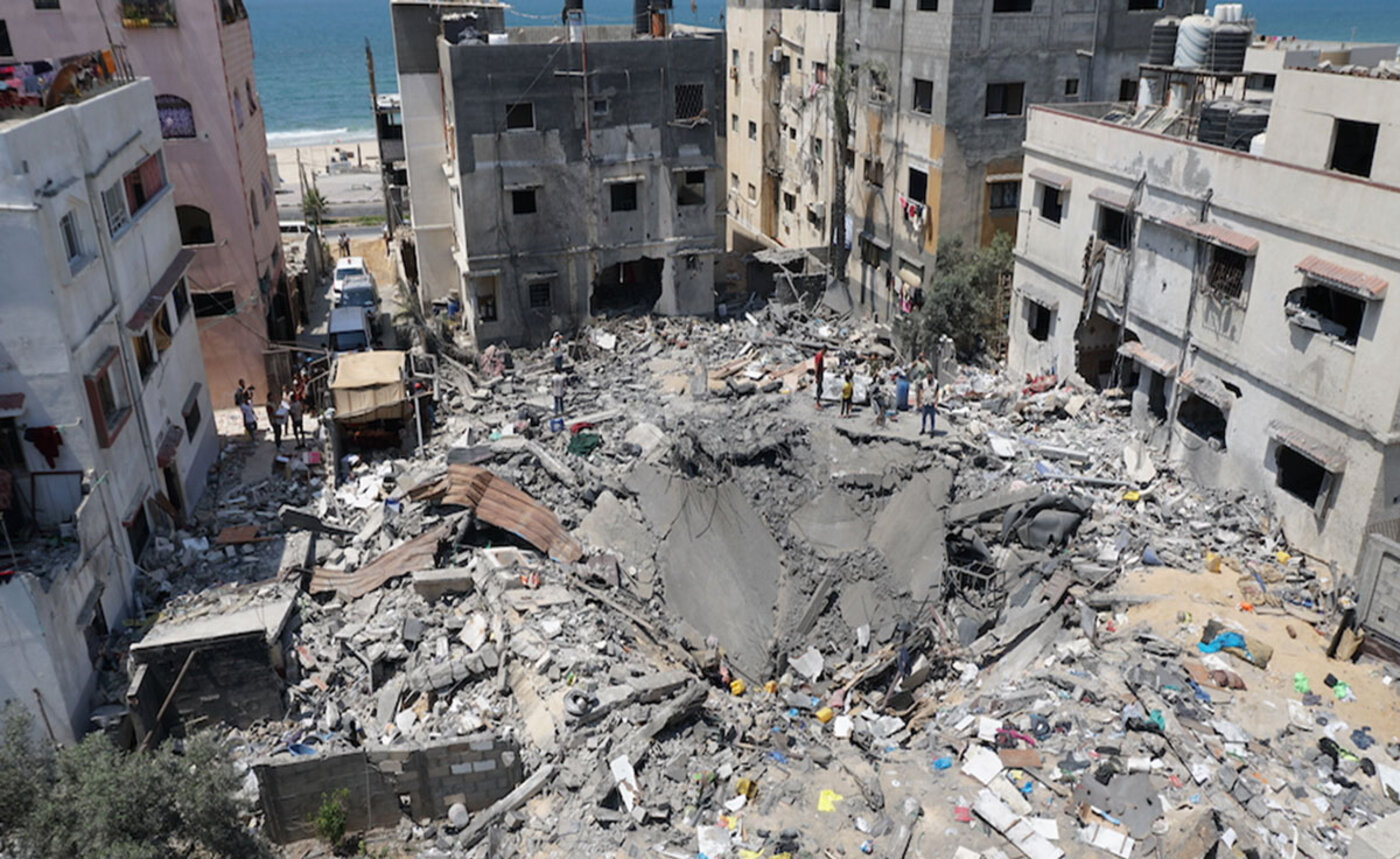
صورة تُظهر الدمّار والخراب الذي خلّفته غارة إسرائيليّة على منطقةٍ في غزّة.

نفّذت السرايا عملية مشتركة رفقة كتائب المقاومة الوطنية (الجناح العسكري للجبهة الديمقراطية لتحرير فلسطين) و‌كتائب المجاهدين و‌كتائب شهداء الأقصى (الجناح العسكري الرئيسي لحركة فتح) من أجلِ قصف عددٍ من المستوطنات المتاخمة للقطاع وأخرى أبعد، فيما عاودت طائرات الاحتلال استهدافها المنازل بعدما دمَّرت منزلًا بالكاملِ في بيت حانون في استهدافٍ هو الرابع للمباني السكنيّة للمدنيين منذُ بدء الهجوم على غزّة.
تصاعدت حدّة التصريحات بين الجيش الإسرائيلي من جهة وقادة حركة الجهاد من جهة ثانيّة، حيثُ ذكرَ رئيس أركان الجيش الإسرائيلي في ندوةٍ صحفيّةٍ أنّه «حان الوقت لتوجيه ضربة قاتلة لحركة الجهاد الإسلامي»، فيما ذكرَ الأمين العام لحركة الجهاد أنَّ «الكيان الصهيوني في أضعف حالاته وسنقوم بتغييرٍ مهمٍ في مسار هذه المواجهة».
سُمعت مجددًا في حوالي السابعة ودقائق من مساء اليوم صافرات الإنذار وهي تدوي في عددٍ من البلدات الإسرائيليّة وعلى رأسها سديروت وزيكيم وإيرز وكفار عزة ومعهد سابير وغبيم ونتيف هعسرا ونحال عوز وأسدود وعسقلان، قبل أن تبثَّ السرايا لقطات تُظهر عمليات إطلاق عشرات القذائف الصاروخية من غزة نحو المستوطنات.
أعلنَ الجيش الإسرائيلي في الـ 10:55 (جرينتش +3) أنهم يقومون حاليًا بمهاجمة قطاع غزة، قبل أن تُصوّر كاميرات عدد من وسائل الإعلام المحليّة والعربيّة المتواجدة في عينِ المكان غارة إسرائيلية استهدفَت بشكلٍ مباشرٍ منزلًا غرب مدينة رفح. أكّدت مصادر طبية فلسطينية بُعيد دقائق من الهجوم أنّ ما حصلَ مجزرة وقد نُقلت 10 إصابات على الأقل إلى مستشفى الإندونيسي إثر القصف الإسرائيلي. أعلنت إذاعة الجيش الإسرائيلي أنّ المنزل المستهدف في الغارة الجويّة على رفح يتبعُ للقيادي في حركة الجهاد أحمد المدلل، لكنّ مصادر فلسطينيّة نفت ذلك وقالت إنّ هذه المزاعم «كاذبة». في بيانهِ الموالي أكَّد الجيش الإسرائيلي على أنّه استهدفَ قائد اللواء الجنوبي في حركة الجهاد خالد منصور خلالَ غارتهِ على رفح، لكنّه غير متأكدٍ تماما من مقتله بينما قُتل مرافقَيه اللذين كانا معه في المخبأ. أكّد رئيس شعبة العمليات في الجيش الإسرائيلي بعد حوالي ساعة من الهجوم أنّه «تمّ القضاء فعلًا على خالد منصور» مُضيفًا أن الجيش «قتلَ أبرز  قيادات الجهاد الإسلامي في غزة وأنّ العملية ستستمر لأيام أخرى». بعد انتهاء أعمال الإغاثة والحفر من تحتِ الأنقاض، عقدَ الدفاع المدني بمدينة رفح مؤتمرًا صحفيًا ذكر فيهِ أنّ قوات الاحتلال قتلت خلال هذه المجزرة 8 أشخاص بينهم طفل وثلاث سيّدات وأيضًا خالد منصور القيادي في السرايا.

### 7 آب/أغسطس
أعلنت سرايا القدس في بيانٍ رسميّ لها في نحوِ السابعة صباحًا «استشهاد القائد خالد منصور عضو المجلس العسكري وقائد المنطقة الجنوبية في غارة إسرائيلية برفح»، ثمّ أكَّد الدفاع المدني بمدينة رفح الخبر حينما أعلنَ عن انتشال جثث 8 أشخاص من تحت الأنقاض بينهم خالد منصور القيادي في السرايا. أغارت الطائرات الإسرائيليّة معَ انتصاف النهار على منزلين في مخيّم جباليا، ثمّ أعلنت وزارة الصحّة عن مقتل شخصينِ اثنين وإصابة 8 آخرون في الغارة شمال القطاع.
بعد الثالثة مساءً بدقائق استهدفت حركة سرايا القدس عبرَ صواريخها كلّ مستوطنات غلاف غزة البالغ عددها 58 وذلك بشكلٍ متزامن، حيث أُطلقَ نحو 100 صاروخ من داخل القطاع مستهدفًا عشرات المستوطنات القريبة. أعلنت السرايا بعدها أنّ الاستهداف جاءَ كرد أولي على اغتيال القيادي خالد منصور. واصلت على الجهة المقابلة طائرات الاحتلال قصفها لغزّة حيثُ قتلت غاراتها 3 فلسطينيين كحصيلة أوليّة بعد استهدافٍ مباشرٍ لعددٍ من المنازل في شارع عمر المختار رغمَ الحديث المتزايدِ عن هدنة برعاية مصريّة.

## الضحايا
تسبَّبت الغارات الإسرائيليّة على مناطق متفرّقة من القطاع في مقتلِ 10 أشخاص بحسب وزارة الصحّة في غزة وإصابة عشرات آخرين عشيّة 5 أغسطس واستمرَّت الاشتباكات وتبادل القصف لليوم التالي حيثُ قُتل شخصين في قصفٍ على خان يونس. أبرز القتلى كانَ تيسير محمود محمد الجعبري (50 عامًا) القيادي البارز في حركة سرايا القدس الذراع العسكري لحركة الجهاد الإسلامي التي أكَّدت بيانات المسؤولين في تل أبيب استهدافهم خلال هذا الهجوم. قُتل إلى جانبِ الجعبري كلٌّ من عماد عبد الرحيم شلح (50 عامًا أيضًا) وسلامة محارب عابد (41 عامًا). وقعَ خلال الهجوم أيضًا فضل مصطفى زعرب (30 عامًا) والذي فارقَ الحياة بعد سلسلة غارات جويّة إسرائيليّة استهدفت موقعًا في مدينةِ خان يونس، وكذلك محمد حسن البيوك (35 عامًا) الذي قُتل خلال الغارات على خان يونس أيضًا. تسبَّب الهجوم في جرحِ عشرات المدنيين وقُتلت الطفلة آلاء عبد الله قدوم (5 سنوات) خلال الضربات على غزّة، بالإضافةِ لدنيانا عدنان العمور (23 عامًا) التي قتلها جيشُ الاحتلال الإسرائيلي خلال ضرباتهِ على بلدة الفخاري في خان يونس، فضلًا عن يوسف سلمان محمد قدوم (24 عامًا) الذي قُتلَ في حيّ الشجاعية، ومحمد أحمد عبد الفتاح المدهون (26 عامًا) وأحمد مازن عزام (25 عامًا) اللذانِ قُتلا خلال الضربات اللاحقة على منزل الجعبري في وسطِ غزّة.
ارتفعَ عدد ضحايا الحرب الإسرائيليّة على غزّة إلى 24 قتيلًا بينهم 6 أطفال و203 من الجرحى، حيثُ قتلت الطائرات الحربيّة الإسرائيليّة في اليوم الثاني للحرب (السبت 6 آب/أغسطس) 14 شخصًا بعدما كانت قد قتلت 10 في اليوم الأول للهجوم. سقطَ أغلب الضحايا في بيت حانون شمال قطاع غزّة حينما أغارت الطائرات الحربيّة الإسرائيليّة على عددٍ من المنازل هناك، كما سقطَ ضحايا مدنيون بينهم أطفال في قصفٍ طالَ مخيّم جباليا واتهمَ الجيش الإسرائيلي سرايا القدس بالتسبّب في المجزرة هناك، بينما حمّلت حركة الجهاد تل أبيب المسؤوليّة عن ذلك، فيما سقطَ 5 ضحايا آخرون في مدينة رفح بسببِ الغارات الإسرائيليّة.
قتلت الطائرات الإسرائيليّة في اليوم الثالث لحربها على غزّة 18 شخصًا على الأقلّ خلال غاراتها الجويّة التي تكرَّرت على مخيّم جباليا شمال القطاع وعلى مخيّم البريج أيضًا الذي قتلت في إحدى غاراته عليه طفلًا لم يتجاوز الثالثة عشر من عمره فضلًا عن ضحايا آخرون في مناطق متفرّقة أخرى وعلى فتراتٍ متفرّقة. أصدرت وزارة الصحة في غزة بعد توقيعِ الهدنة بيانًا ذكرت فيه: «وقوع 41 شهيدًا بينهم 15 طفلًا وإصابة 311 آخرين بجروح مختلفة منذ بدء التصعيد الإسرائيلي»، بينما أعلنت وزارة الصحة الفلسطينيّة في بيانها «وقوع 31 شهيدًا بينهم 6 أطفال و4 سيدات و265 إصابة بجراح مختلفة»، في الوقت الذي نعت فيهِ السرايا «12 شهيدًا من كوادرنا في غزة بينهم قائدان عسكريان».

## اقتحام الأقصى
نقلت هيئة البث الإسرائيلية عن مصدرٍ في الشرطة الإسرائيلية قوله إنّ الأخيرة ستسمحُ بكلّ الفعاليات المقررة في القدس يوم الأحد بما في ذلك إتاحة وصول اليهود للحرم القدسي. بدأت مجموعاتٌ من المستوطنين فعليًا في الساعات الأولى من يوم الأحد الموافق للسابع من آب/أغسطس في الوصولِ إلى باب العامود بمدينة القدس رافعين علم إسرائيل مع بدء ما يُسمّى بذكرى «خراب الهيكل». بدأت بعدها مجموعاتُ المستوطنين في تأديةِ صلوات تلموديّة أمام إحدى بوابات المسجد الأقصى، وكانَ عضو الكنيست إيتمار بن غفير أحد أبرز المشاركين في الفعّاليات حيثُ شاركَ بدايةً في مسيرةٍ مع مئات المستوطنين في البلدة القديمة في القدس مشجّعًا باقي المستوطنين على المشاركة بكثافة في ذكرى ما يُعرف بخراب الهيكل. قامَ مستوطنون إسرائيليون في نحوِ الثامنة صباحًا باقتحامِ باحات المسجد الأقصى وذلك تحت حمايةٍ من قوات الاحتلال. أعلنَت محافظة القدس أنّ 26 فوجًا من المستوطنين اقتحموا في هذا اليوم باحات الأقصى ليرتفع عدد المقتحمين إلى 1351 مستوطنًا.

## الهدنة
أجرى بحسبِ وسائل إعلام اسرائيليّة مسؤولون إسرائيليون كبار في الجيش والحكومة محادثاتٍ للتوصّل إلى اتفاق وقفٍ لإطلاق النار في غزة وذلك بعدما أكّد رئيس لجنة الخارجية والأمن في الكنيست لصحيفة معاريف العبريّة أن «أهداف العملية العسكرية في غزة تحقَّقت»، لكنّ إذاعة الجيش الإسرائيلي نقلت عن مسؤولٍ مشاركٍ في المفاوضات قوله إنّ اغتيال القيادي خالد منصور جعل الاتصالات أكثر صعوبة، وأكّد مصدرٌ فلسطيني أنّ اتصالات الوسطاء بشأن هدنة إنسانية في غزة لم تُسفر عن نتائج فعلًا وانتهى الحديث عنها مبكرًا.
مع تواصلِ تبادل القصف تزايدَ الحديث عن هدنة متوقّعة بين الطرفينِ ووردَ أنّ التفاهمات تتضمّن مبدئيًا تخفيف إسرائيل الحصار وسماحها بإدخال شاحنات وقود، فضلًا عن التزامِ الوسيط المصري بمتابعة ملف الأسرى وخاصة الأسيرين السعدي وعواودة. نقلت القناة 13 الإسرائيلية عن رئيس الوزراء يائير لابيد قوله إنّ «الأهداف تحقَّقت ولا فائدة من استمرار العملية».
نشرت حركة الجهاد الإسلامي لاحقًا بيانًا صحفيًا قالت فيه «نُعلن بدء وقف إطلاق النار اعتبارًا من الساعة 11:30 مساء اليوم، ونرحب بالجهود المصرية، ونؤكد حقنا في الرد على أي عدوان إسرائيلي»، وأكّدت مصادرُ في الجيش الإسرائيلي صحّة الهدنة التي توصَّل لها الطرفانِ بوساطة مصريّة. حصلت لاحقًا عددٌ من وسائل الإعلام العربيّة على نصّ اتفاق وقف إطلاق النار والذي وردَ فيه دعوة مصر إلى وقف إطلاق النار بشكل شامل ومتبادل عند الساعة الحادية عشرة والنصف مساءً، مع ضرورة عمل القاهرة على التوسّط للإفراج عن الأسير عواودة ونقله للعلاج، وكذا الإفراج عن الأسير بسام السعدي في أقرب وقتٍ ممكن.

## ما بعد الهدنة
مماطلة إسرائيل في تنفيذ بنود الهدنة
أعلنت هيئة البث لإسرائيلية عن تدهور حالة المعتقل الإداري خليل العواودة وهو المعتقل الذي طالبت حركة الجهاد حين توقيعِ الهدنة بالإفراج عنه. ذكرت مصادر أخرى أنّ العواودة معرض لخطر الإصابة بتلفٍ في المخ والأعصاب. حذَّر نادي الأسير الفلسطيني من جهته من أنَّ المعتقل الإداري خليل عواودة في وضع صحي حرج، ومؤكّدًا أنه أصبحَ عرضةً لخطر الوفاة المفاجئة. نُقلَ خليل من سجن الرملة إلى مستشفى قريب وذلك إثر تدهور حالته الصحيّة. على الجانب المُقابل فقد عقدت محكمة عوفر جلستها يوم الحادي عشر من آب/أغسطس لمحاكمة القيادي بسام السعدي الذي طالبت حركة الجهاد بالإفراج عنه ضمنَ شروط الهدنة، وأعلنت في نهايةِ الجلسة تمديد اعتقاله 6 أيام إضافيّة.
مدَّدت المحكمة العسكرية الإسرائيلية في عوفر في أواخر آب/أغسطس اعتقالَ السعدي حتى نهاية ما وصفتهُ بـ «الإجراءات القانونية بحقّه»، أمّا الأسير الآخر خليل عواودة فقد علَّق إضرابه عن الطعام بعد 172 يومًا وذلكَ بعدما قرَّرت تل أبيب الإفراج عنه «نظرًا لوضعه الصحّي»، وهو الأمر الذي أكّده المتحدث باسم رئيس الوزراء الإسرائيلي والذي أعلنَ قُربَ «الإفراج عن خليل العواودة نظرًا لوضعه الصحي»، كما أكّد أنَّ الأسير وقَّعَ تعهدًا خطيًا بعدمِ العودة إلى ما سمَّاها «الأنشطة الإرهابيّة ضد إسرائيل».
هجوم القدس
تحدثت وسائلُ إعلام عبريّة في وقتٍ مبكّر من يوم الرابع عشر من آب/أغسطس عن 7 إصابات 3 منها خطيرة في إحصائيّة أوليّة إثر إطلاق نار على حافلة تقلُّ مستوطنين بالقدس، فيما تحدثت مصادرُ عبريّة أخرى عن هروب المنفذ، وأكّدت الشرطة الإسرائيليّة الخبر حينما أصدرت بيانًا تُؤكّد فيه حصول عمليّة إطلاق نار استهدفت حافلة إسرائيلية في القدس، معَ انتشار واسع لقوات الأمن بحثًا عن منفذ الهجوم، حيثُ حصلت عمليات تمشيط واسعة خصَّت حي سلوان وأحياء وشوارع أخرى قريبة بمشاركة قوات النخبة اليمام. بدأت قواتُ الاحتلال في نصبِ حواجز في مناطق مختلفة بالقدس كما أقدمت على إيقاف المركبات وتفتيشها بحثًا عن المشتبه فيه. سلَّم أحدهم نفسه للشرطة الإسرائيليّة على أنّه منفذ الهجوم، لكنّ إذاعة الجيش الإسرائيلي شكَّكت فيه وقالت أنه ليس من المؤكّد أن الشخص الذي سلَّم نفسه لقوات الأمن هو منفذ الهجوم، قبل أن تُعلنَ الشرطة الإسرائيلية القبض على المنفذ فعليًا بعد أن سلَّم نفسه كما أُشيع من قبل.
باركت عددٌ من الفصائل و‌الحركات الفلسطينيّة العمليّة وعلى رأسها حركة الجهاد الإسلامي التي خاضت المعركة الأخيرة مع إسرائيل حيثُ باركَ المتحدث باسم الحركة ما سمَّاها «عمليّة القدس البطولية» مُضيفًا أنها «تأتي في سياق استمرار مقاومة الاحتلال»، كما باركَ المتحدث باسم حركة حماس هو الآخر العمليّة بقوله إنّ «عملية القدس البطولية تأكيدٌ على استمرار وتصاعد الفعل المقاوِم بالقدس المحتلة». أشادت الجبهة الشعبية لتحرير فلسطين أيضًا بالعمليّة من خلال بيانٍ موجزٍ وردَ فيه: «نشيد بالعملية البطولية في القدس التي تؤكد أن مقاومة شعبنا مستمرة بكافة الأشكال»، ومثلها فعلت لجان المقاومة الشعبية التي باركت «العملية البطولية في القدس المحتلّة ونعتبرها ردًا مباشرًا على جرائم الاحتلال».
اقتحام طولكرم
أقدمت قوة إسرائيلية صبيحة الخامس عشر من آب/أغسطس على اغتيالِ شاب فلسطيني بإطلاقِ النار على رأسه في منزله بقرية كفر عقب، كما اعتقلت بحسبِ نادي الأسير الفلسطيني 23 فلسطينيًا في مناطق متفرقة من الضفة الغربية والقدس خلال نفس الصبيحة. أعلنَ المتحدث باسم الجيش الإسرائيلي مساء نفس اليوم عن واقعة إطلاق نار استهدفت عددًا من الجنود الإسرائيليين في طولكرم بالضفة الغربية، وذكرت صحف عبريّة أنّ مسلحين فلسطينيين فتحوا النار نحو قوة عسكرية في قضاء طولكرم ما تسبَّب في إصابة عددٍ من الجنود. واصلَ الجيش الإسرائيلي اقتحامهُ طولكرم بحثًا عن منفذي الهجوم المزعوم، قبل أن يُؤكّد مراسل القناة 11 الإسرائيلية أنّ الجندي الذي أُصيب كان في نقطة حراسة وخرج منها لكنّه وعندَ عودته أطلق عليه زميله النار بالخطأ، ليُؤكّد الجيش الإسرائيلي الخبر في وقتٍ لاحقٍ مُعلنًا في بيانٍ جديدٍ «مقتل الجندي الذي أصيبَ بنيران صديقة بالقربِ من طولكرم».

## ردود الفعل

### محليًا
- الرئاسة الفلسطينيّة: نُدين العدوان على قطاع غزة ونطالب بوقفه فورًا ونُحمّل الاحتلال الإسرائيلي مسؤولية التصعيد.[123]

### عربيًا
- حزب الله اللبناني: نُؤكّد وقوفنا الدائم والثابت إلى جانب الشعب الفلسطيني ومقاومته الشجاعة لتحرير أرضه، ونُؤيّد كافة الخطوات التي تتخذها قيادة حركة الجهاد الإسلامي للرد على العدوان وجرائمه.[124]
- الخارجية القطرية: دولة قطر تُعرب عن إدانتها واستنكارها الشديدين للعدوان الإسرائيلي الجديد على غزة، ونُؤكّد موقفنا الثابت من عدالة القضية الفلسطينية والحقوق المشروعة للشعب الفلسطيني.[125]
- الخارجية الأردنية: يجب وقف العدوان الإسرائيلي على قطاع غزة فورًا ونُطالب المجتمع الدولي بالتدخل لوقف التصعيد.[126]
- الخارجية التونسية: ندين عدوان الاحتلال الإسرائيلي على غزة وندعو المجتمع الدولي لتحمّل مسؤوليته إزاء الفلسطينيين.[127]
- الخارجية الجزائرية: ندين بشدة العدوان الغاشم الذي شنّته قوات الاحتلال الإسرائيلي على قطاع غزة وقلقون من التصعيد.[128]
- الخارجية المصرية: نُجري اتصالات مكثقة على مدار الساعة بهدف احتواءِ الوضع في غزة والعمل على التهدئة.[129]
- الخارجية العراقية: العراق يدين ويستنكر العدوان الصهيوني الذي استهدف مناطق متعددة في غزة. إنَّ لغة العنف التي ينتهجها الكيان الصهيوني تنبئ بمزيد من الاحتقان وتكرّس مناخ التوتر.[130]
- الخارجية السعودية: ندين ونستنكر الهجوم الذي قامت به قوات الاحتلال الإسرائيلي على قطاع غزة.[131]
- سفارة الإمارات بتل أبيب: على المواطنين الموجودين بإسرائيل أخذ الحيطة والحذر واتباع تعليمات السلطات الإسرائيلية.[132]
- سفارة البحرين في تل أبيب: نهيب بالمواطنين الموجودين بإسرائيل توخي الحيطة والحذر واتباع الإجراءات الرسمية.[133]

### دوليًا
- الخارجية الإيرانية: الاعتداءات الصهيونية على غزة جريمة ومغامرة استفزازية وإسرائيل تتحمل مسؤولية تداعياتها.[134]
- الخارجية التركية: ندين بشدة الغارات الإسرائيلية على غزة ومن غير المقبول سقوط ضحايا بين المدنيين.[135]
- الخارجية الفرنسية: قلقون من التصعيد في غزة ونأسف لسقوط ضحايا ونُندّد بإطلاق الصواريخ تجاه الأراضي الإسرائيلية.[136]
- وزيرة الخارجية البريطانية: نقفُ إلى جانب إسرائيل في الدفاع عن نفسها وندعو لوقفٍ سريعٍ للعنف.[137]
- الخارجية الأمريكية: ندعمُ حقّ إسرائيل في الدفاع عن نفسها ونحث جميع الأطراف على تجنّب المزيد من التصعيد.[138]